# ジャンナ・アレン
ジャンナ・アレン（英語：Janna Allen、1957年3月12日 - 1993年8月25日）は、アメリカのソングライターである。
彼女は、ダリル・ホール、ジョン・オーツ、彼女の姉でダリル・ホールの長年の恋人でダリル・ホール&ジョン・オーツのヒット曲「サラ・スマイル」で歌われているサラ・アレンとの協同制作での、ホール＆オーツの最もヒットした曲のいくつかの協同制作者として知られている。
彼女のホール＆オーツとの協同制作で最も成功した曲には、1981年のビルボードホット100で1位になった「キッス・オン・マイ・リスト」「プライベート・アイズ」がある。彼女はその2曲をリリースする際、受付係としても働いていた。彼女はまた、ホール＆オーツのトップ10シングル「ディドゥ・イット・イン・ア・ミニッツ」「メソット・オブ・モダン・ラブ」も協同制作している。
彼女はまた、チープ・トリックやピーター・ウルフ、ジョーン・ジェットといったアーティスト達にも曲を書いている。
ジャンナ・アレンは、白血病で1993年に36歳の若さで亡くなった。